# 麻尾站
麻尾站，位于中华人民共和国贵州省黔南布依族苗族自治州独山县麻尾镇，是黔桂铁路上的火车站。由成都铁路局凯里车务段管辖。车站客运办理旅客乘降，还设有一对往贵阳的始发慢车；货运办理整车货物发到，货源吸引区为独山县麻尾镇及周边，主要到发品为矿建、矿石、焦炭，化肥。

## 历史
麻尾站于1942年6月16日随黔桂铁路泗亭至都匀段通车而开通，车站名称来源于布依语“芒尾”谐音。1944年11月独山战役后车站设施被日军轰炸而无法继续使用，停运数十年。1955年铁路部门开始黔桂铁路修复工程，于1956年3月15日修至麻尾，同年9月15日修复至独山站，1957年1月7日恢复临时客货运业务。车站由于位于贵州、广西两地交界，因此设有麻尾机务段:573。
2004年黔桂铁路扩能工程开工，计划在麻尾镇新建车站。都匀至麻尾段于2008年10月24日开通，新火车站则于2009年1月11日随麻尾至金城江段启用而投用。根据规划，麻尾老站和原机务段计划改造为博物馆。

## 车站结构
新麻尾站设有5条股道，站房同时可容纳400人。车站货场位于余家湾五组小寨，面积2.8万平方米，设有2条货物线。

## 車站周邊
- 麻尾镇余家湾村人口学校
- 麻尾镇人民政府